# Mendicea scaphoidea
Mendicea scaphoidea är en insektsart som beskrevs av Goding. Mendicea scaphoidea ingår i släktet Mendicea och familjen hornstritar. Inga underarter finns listade i Catalogue of Life.